# Oskar Kollbrunner

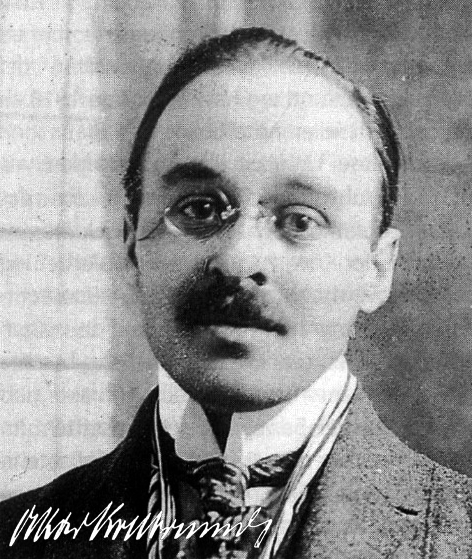
Oskar Kollbrunner

Oskar Kollbrunner (* 26. März 1895 in Hüttlingen, TG; † 14. März 1932 ebenda) war ein Schweizer Schriftsteller.

## Leben
Oskar Kollbrunner wurde in Hüttlingen als älterer zweier Söhne seines Vaters Jakob, eines Spulermeisters und Bauern, sowie seiner Mutter Anna Karolina, geborene Bachmann, geboren. Deren Sinn für das Musische soll in ihm die schöpferischen Kräfte geweckt haben, und die Mutter-Sohn-Beziehung hielt lebenslang an.
Sein Lehrer Schoop half ihm zunächst mit technischen Hinweisen zu seinen Versen und schickte ihn auf das Lehrerseminar Kreuzlingen. Er verliess nach der zweiten Klasse im März 1913 das Seminar, um seiner Wanderlust zu folgen. München und Genf waren erste Stationen. Während eines dreimonatigen Lehrgangs beim Verlag Huber in Frauenfeld machte er sich erstmals mit Büroarbeit vertraut.
Am 7. September 1913 begann er die Überfahrt nach Amerika, um sich von New York aus vagabundierend und in teils grosser Not bis 1917 durchzuschlagen. Spät im Jahr 1917 fand er, wieder zurück in New York, eine Bleibe, als ihm Benedikt Sigbert Meier, der 1868 in Disentis geborene Besitzer und Redaktor der Amerikanischen Schweizer-Zeitung (ASZ), ein Engagement als Vereinsreporter für die zahlreichen Aktivitäten der Schweizerkolonie in und um New York gab.
Von 1919 bis 1921 fungierte Kollbrunner als Hilfssekretär des Konsulats in New York; ab 1925 war er Beteiligter und Mitredaktor der Amerikanischen Schweizer-Zeitung. Nach dem Tod seiner bedeutend älteren Frau Anna Aldrich geb. Schulthes, mit welcher er sich 1922 verheiratet hatte, kehrte er 1928 nach Hüttlingen zurück. Dort gab er 1929 seinen Gedichtband Geschenk der Stille heraus.
Seine Gedichte und Erzählungen waren zunächst dem Expressionismus, ab 1923 der Neuen Sachlichkeit verpflichtet. «Die Neue-Welt-Gedichte sind ein bedeutender Beitrag zur deutschen Grossstadtlyrik.»
Seine letzte Ruhestätte fand Oskar Kollbrunner auf dem Friedhof von Hüttlingen.

## Werke
- Wolkenkratzer und Schweizer Heimweh. Gedichte eines Amerikafahrers. Ernst Kuhn, Biel/Bern 1925.
- Treibholz. Irrgänge eines Amerikafahrers. Huber, Frauenfeld/Leipzig 1927.
- Die Schenke des Mister Bucalo. Erzählung. Huber, Frauenfeld/Leipzig 1927.
- Geschenk der Stille. Gedichte. Huber, Frauenfeld/Leipzig 1929.
- Die Geschichte vom Müller Nepomuk. in: TJb 1933, S. 36–42.

Die in Zeitungen und Zeitschriften veröffentlichten Arbeiten sind nachgewiesen durch: Linus Spuler: Oskar Kollbrunner. Leben, Werk und literarhistorische Stellung eines Schweizer Dichters in der Neuen Welt. Frauenfeld 1955 (zugleich Diss. phil. I, Freiburg/Schweiz 1954), S. 93–94.